# 貞松院 (諏訪市)
貞松院（ていしょういん）は長野県諏訪市に存在する浄土宗の寺院。山号は冬迎山。寺号は月仙寺。

## 概要
寺伝によれば、天台宗慈雲院として草創され、文禄2年（1593年）に増上寺10世感誉存貞上人の高弟である天蓮社隆国無哲上人によって浄土宗寺院として開山した。2代諏訪藩主諏訪忠恒が正保2年（1645年）に逝去した生母貞松院の回向のため、寺領40石と広大な山林を寄進した。
諏訪藩に預けられ、配流された松平忠輝は生前、当院の演誉上人と懇意で、遺志により当院に葬られ、「寂林院殿心誉輝窓月仙大居士」の法号を贈られた。5代将軍徳川綱吉は回向料として伊那郡三日町村（現箕輪町）の30石を寄進し、幕末まで当地の浄土宗の触頭としての寺格を保った。忠輝の墓地は諏訪市の史跡に指定されている。
寺宝に忠輝が寄進した生母茶阿局の形見の絹本著色の阿弥陀三尊來迎図があり、延宝2年（1674年）の銘を持つ寄進状とともに長野県指定文化財に指定されている。
江戸時代に度々火災に遭ったが、現存する庫裡は嘉永元年（1848年）に再建、本堂は昭和10年（1935年）に再建された。本尊は阿弥陀如来坐像、脇侍として観音・勢至両菩薩である。開山当初の脇侍は木造不動明王坐像と木造毘沙門天像でともに諏訪市の指定文化財となっている。

## 交通アクセス
- JR中央本線上諏訪駅 徒歩15分